# أستا بيرنا غونارسدوتير
أستا بيرنا غونارسدوتير مواليد 29 أكتوبر 1984، هي لاعبة كرة يد أيسلندية تلعب كجناح أيسر. مثلت منتخب أيسلندا لكرة اليد للسيدات.

## سجل المنافسة
شاركت في البطولات التالية:
- بطولة العالم لكرة اليد للسيدات 2011 [2]
- بطولة أوروبا لكرة اليد للسيدات 2012